# Università di Colombo
L'Università di Colombo (in lingua singalese: කොළඹ විශ්වවිද්‍යාලය, Kolomba Vishvavidyalaya) è un'università pubblica dello Sri Lanka, situata nella città di Colombo. 
È la più antica istituzione di istruzione superiore dello Sri Lanka ed è stata valutata tra le migliori università dell'Asia. È specializzata nei campi della medicina, delle scienze naturali, sociali e applicate, nonché della matematica, dell'informatica e del diritto.

## Storia
L'Università di Colombo fu fondata nel 1921 come Ceylon University College, affiliato all'Università di Londra. I primi titoli di studio furono assegnati ai suoi studenti dal 1923. In realtà l'università affonda le sue radici nel 1870, all'epoca della Ceylon britannica, quando fu fondata la Ceylon Medical School, poi divenuta Ceylon Medical College. Nel 1942 fu fondata l'Università di Ceylon, che incorporò il Ceylon University College e il Ceylon Medical College; l’Università di Colombo divenne una sezione dell'Università di Ceylon e prese il nome di Università di Ceylon, Colombo. Nel 1967 l'Università di Ceylon, Colombo divenne un’istituzione autonoma, prendendo il nome di Università di Ceylon, Campus di Colombo. Nel 1972 le quattro università autonome dello Sri Lanka sono state riunite in un'unica università, denominata Università dello Sri Lanka. Questa situazione non è durata a lungo: nel 1978 l'Università dello Sri Lanka è stata divisa in sei università indipendenti e l'Università di Colombo ha ripreso la sua autonomia, assumendo la denominazione di Università di Colombo, Sri Lanka.

## Organizzazione
Il campus principale dell'Università di Colombo occupa 50 acri (più di 20 ettari) ed è situato in una tenuta chiamata Cinnamon House, che si trova nel cuore della città di Colombo e ospita il centro amministrativo dell'università (chiamato College House) e diverse facoltà. Alcune strutture e facoltà si trovano invece in altre zone.
L'Università di Colombo è formata da dieci facoltà, che sono a loro volta articolate in 41 dipartimenti. All’inizio esistevano solo le facoltà di Medicina, Scienze matematiche, fisiche e naturali, Giurisprudenza e Scienze dell’educazione e della formazione; successivamente si sono aggiunte le facoltà di Lettere, Gestione e finanza, Informatica, Assistenza infermieristica, Tecnologia e Ingegneria. A queste facoltà si aggiungono diverse scuole di specializzazione post-laurea.